# 2985 Shakespeare
2985 Shakespeare è un asteroide della fascia principale. Scoperto nel 1983, presenta un'orbita caratterizzata da un semiasse maggiore pari a 2,8472313 UA e da un'eccentricità di 0,0427455, inclinata di 2,65663° rispetto all'eclittica.
Il nome dell'asteroide è dedicato a William Shakespeare.